# Kyudo
Kyūdō (弓道), betyder på japansk 'Buens Vej', er en traditionel japansk disciplin, hvor den japanske bue benyttes i forbindelse med sport samt træning af krop og sind.
Kyudo har sportslige aspekter, men trænes også som en spirituel disciplin, uden at være en religion, men som en fysisk disciplin med en kraftigt psykologisk og følelsesmæssig kraft, er kyudo svært at indramme i normale kategorier.
En udøver som træner kyudo kaldes en kyudoka.

## Historie
Den tidligste brug af bue og pil i Japan var typisk centreret omkring ceremonielle funktioner, men i forbindelse med dannelsen af den professionelle krigerklasse, samurai, blev buekunsten, kyujutsu, det primære våben i forbindelse med forberedelsen til kamp. Buen mistede gradvist sin betydning for samurai klassen efter skydevåbnet kom til Japan i 1542 med portugiserne. Den ceremonielle bueskydning blev i sidste halvdel af det syttende århundrede populær blandt den bredere befolkning. Selve termen kyudo blev benyttet af Morikawa Kozan, grundlæggeren af Yamato Ryu allerede i 1664. Det tog dog knap 200 år før den moderne kyudo som begreb blev alment anvendt.
Dele af den japanske bueskydning blev som nævnt op mod Meiji-restaurationen (1867-1869) og perioden efter Meiji-restaurationen transformeret til en moderne budoform, der kaldes for gendai – eller shin budo. Der blev i denne forbindelse nedsat en teknisk komité i 1933-1934, der sammensatte den japanske bueskydning i en ny national form for kyudo med henblik på videreførelse af tidligere traditioner. Med skiftet væk fra krigsanvendelse, udviklede kyudo sig i mere mentale og åndelige retninger.
En række kyudo-mestre mødtes i 1896. Honda Toshizane, kyudo-læreren fra det kejserlige universitet i Tokyo, sammensatte ceremonielle og krigsorienterede stilarter til en hybrid kaldet Honda-ryū, som blev grundlaget for moderne kyudo.
Efter Anden Verdenskrig blev det japanske kyudoforbund, der hedder All Nippon Kyūdō Federation (ANKF)(på japansk Zen Nihon Kyūdō Renmei) oprettet, som det øverste organ for organiseringen af den moderne kyudo i Japan. Denne organisation fungerer som paraplyorganisation for henholdsvis International Kyudo Federation (IKYF) samt European Kyudo Federation (EKF). I Danmark er Dansk kyudoforbund (DKF) optaget i European Kyudo Federation.
Derudover er der en række new age og mere spirituelle skoler, som er aktive udenfor Japan.

## Traditionelle Skoler (Ryu)
Der eksisterer dog stadigvæk nogle få traditionelle ryu (skoler baseret på tradition) tilbage i Japan.
Skoler for Bueskydning til hest – Yabusame
- Takeda-ryu
- Ogasawara-ryu

Bueskydning til fods
- Heki-ryu
- Heki-ryū Chikurin-ha
- Heki-ryū Insai-ha (aka. Heki Tō-ryū)
- Heki-ryū Sekka-ha
- Honda-ryū

## Træning
Ifølge ANKF, er det ultimative mål I kyūdō tilstanden shin-zen-bi, groft oversat til ”sandhed- godhed-skønhed”, som skal forstås således at når skytten skyder korrekt (altså sandt) med en dydig ånd og attitude overfor all mennesker og ting som relatere til kyūdō (altså godhed), så realiseres skønheden i skydningen naturligt.
Kyūdō træning inkluderer ideen om moralsk og åndelig udvikling, der ligeledes kan findes i nogle af de øvrige japanske discipliner inden for budo. Mange dyrker kyūdō som en sport, hvor evnen til at ramme målet er det vigtigste. Men målet er nok for de fleste, at dedikerede kyudo med henblik på at søge seisha seichū, ”at skyde korrekt, er at ramme korrekt”. I kyūdō er ekspansionen af kroppen (Nobia) som resulterer i det naturlige slip, det som man søger. Hvis skydeteknikken er korrekt, er resultatet uundgåeligt at pilen rammer målet. At give sig selv fuldstændigt hen til skydningen er det åndelige mål, som nås ved en perfekt sindstilstand og skydeteknik, en tilstand benævnt ”munen musō” ”ingen tanker, ingen illusioner”. Dette er dog ikke Zen, selvom nogle new age grupperinger bruger kyudo som end del af deres zen udøvelse.
Ideen om at kyūdō skulle være specielt relateret til Zen buddhisme, blev især populariseret af bogen ”Zen in der kunst des Bogenschiessens” (1929) (dansk: ”Bueskydning og Zen”) af den tyske forfatter Eugen Herrigel. Herrigel talte ikke japansk og hans syn på kyūdō skyldes især misforståelser, og hans kontakt med Daishakyôdô, en nyreligiøs bevægelse stiftet af Awa Kenzô (som var en stor kyudo mester), som han fejlagtigt mente var Zen, og myten har været sejlivet i vesten lige siden.

## Teknik
Alle kyūdō-skytter holder buen (jap. Yumi) i deres venstre hånd, og trækker buen med højre således at skyttens ansigt altid vender mod den høje position (kamiza) under skydningen.
Den japanske bue (yumi) er exceptionel høj og måler mellem 221 til 245 cm, alt efter skyttens højde. Pilelængden varierer også i længden mellem 85 til 110 cm, med en vægt mellem 20- 35 gram alt efter skyttens trækstyrke og højde.
Bue har ingen pilehylde, og pilen lægges på højre side af buen (modsat vestlige bueskytter som har pillen liggende på venstre). Pilens holdes fast ved at bruge venstre hånd som guide, og højre hånd drejes for at presse pilen ind mod buen.
Højre hånde er iklædt en skydehandske (yugake), som typisk er tre- eller fire-fingret. Tommelfingerområdet på de mest almindeligt brugte handsker er stift og har en lille nock til buestrengen. En underhandske i bomuld "shitagake”, som kan vaskes og bruges for at absorbere fugt, bæres også.
Modsat vestlige bueskytter, som kun trækker buen til kindbenet, trækker kyūdō-skytterne buestrengen om bag øret.
Som et resultat af teknikken til at slippe skuddet, vil buen (for en trænet skytte) dreje i hånden, således at buestrengen stopper foran skyttens ydre forarm. Denne bevægelse ”yugaeri” er en kombination af korrekt teknik og buens naturlige bevægelse. Denne teknik er helt unikt for kyūdō.
Teknisk kan ANKF kyudo deles ind i to brede stilarter, for at give plads til så mange forskellige af de traditionelle ryu (skoler)
Shamen Uchiokoshi og Shomen uchiokoshi
Shamen-bueskytter trækker buen op fra siden og fikserer deres greb (Tenuchi) om buen, før de hæver den.
Shomen-bueskytter løfter buen lige op over hovedet, og fikserer deres greb (Tenuchi) i et fortræk over hovedet.
Shomen-skytter kan derudover deles op i reishakei som har rødder i en ceremoniel stil og bushakei som har rødder i en krigerstil.

## Konkurrence og gradueringer
De fem hovedskoler beskæftigede sig med konkurrence i Edo perioden som fortsatte i Meiji perioden. For eksempel skød og ramte Wasa Daihachiro fra Kishū i år 1686 8.133 ud af 13.053 pile, med et gennemsnit på 544 pile i timen, eller 9 pile i minuttet og har bevaret rekorden lige siden. Vinderne af disse konkurrencer blev udnævnt til "Japans bedste bueskytte". 
Selvom kyūdō hovedsageligt ses som et middel til selvindsigt, er konkurrence og gradueringer en integreret del af kyūdō. Begge ses som gode muligheder for at afprøve og træne sine mentale, fysiske og tekniske evner. Som Onuma Hideharu berømt er citeret for: ”Når du består lærer du lidt, når du fejler lærer du meget” DeProspero:1996:150.
Udøvere kan gradueres op til 8 dan i kyūdō, og gradueringen består både af en skriftlig (gakka) og en fysisk prøve efter internationale reglement.
Derudover er der også tre instruktørtitler.
Renshi – som kan søges om efter 5 dan. Kyoshi og Hanshi
Den højest graduerede 'ikke-japaner' er Liam O’Brien 7 dan Kyoshi fra United Kingdom Kyudo Association.
Den første kvinde blev givet 10 dan i 2010 - Hiroko Urakami Hanshi - datter af den legendariske grundlægger af ANKF og Urakami linjen af Heki ryu Insai-ha - Sakae Urakami [kilde mangler]
Oftest træner de traditionelle skoler både deres egen stilart og ANKFstilarten - og i nogle skoler f.eks. Satsuma Heki Ryu skal man have 5 dan , for at man kan blive optaget i deres skole. Desuden støtter ANKF offentlige opvisninger der er arrangeret af traditionelle skoler. De individuelle medlemmer af de 'traditionelle skoler' er medlem af ANKF, og gradueret i ANKF regi. f.eks. var 15 generation Stormester Hideharu Onuma for den traditionelle skole Heki Ryu Sekka-ha 9 dan Hanshi i ANKF kyudo Ligeledes var den forrige Stormester for den traditionelle skole Heki Ryu Insai Ha Inagaki Genshiro 9. dan Hanshi i ANKF kyudo, som for øvrigt hans mester før ham var det.

## Eksterne Links
- All Nippon Kyudo Federation
- European Kyudo Federation Arkiveret 26. januar 2012 hos  Wayback Machine
- Danske Kyudo forbund Arkiveret 14. april 2012 hos  Wayback Machine